# The Very Best of Tom Paxton
The Very Best of Tom Paxton är ett samlingsalbum av den amerikanske trubaduren Tom Paxton, utgivet 1988 på skivbolaget Flying Fish Records.
Albumet innehåller nyinspelningar av Paxtons mest kända sånger.

## Låtlista
Samtliga låtar skrivna av Tom Paxton
1. "Ramblin' Boy"
2. "Can't Help But Wonder Where I'm Bound"
3. "When You Shook Your Long Hair Down"
4. "Katy"
5. "Outward Bound"
6. "The Marvellous Toy"
7. "Wasn't That a Party"
8. "Peace Will Come"
9. "Leaving London"
10. "Bottle of Wine"
11. "Jennifer's Rabbit"
12. "My Lady's a Wild Flying Dove"
13. "Goin' to the Zoo"
14. "Whose Garden Was This"
15. "Jimmy Newman"
16. "The Last Thing on My Mind"